# 夜想曲 (フォーレ)

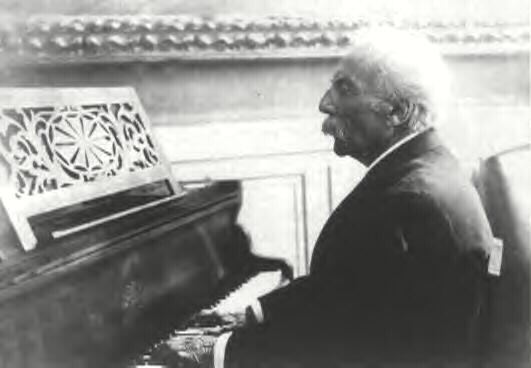
ピアノを弾くガブリエル・フォーレ

フォーレの夜想曲（やそうきょく、フランス語: Nocturne）は、近代フランスの作曲家ガブリエル・フォーレ（1845年 - 1924年）が作曲したピアノ曲。全13曲。
13の夜想曲は、最初の第1番が1875年ごろ（フォーレ30歳ごろ）、最後の第13番が1921年、すなわちフォーレの死の3年前にそれぞれ作曲されており、フォーレの創作期のほぼすべてにわたっている。また、この時期はヨーロッパとフランスの音楽語法がロマン派から近代音楽へと移り変わる過程にあり、様々な作曲技法が編み出された激動期に位置している。
なお、フォーレにはピアノ曲以外に「夜想曲」と題した弦楽オーケストラ用の作品（『シャイロック』作品57）及び歌曲（作品43-2）がある。

## 特徴
夜想曲のジャンルに関しては、フォーレの他のほとんどのピアノ音楽と同様、フレデリック・ショパンから名称や表現上の特質など多くを受け継いでいる。一方で、フォーレが教会音楽学校であるニーデルメイエ校で音楽を学び、さらに教会オルガニストを長く務めて、グレゴリオ聖歌を土台にしたフランス伝統の教会対位法やバッハ作品に親しんだことは、彼の夜想曲の様式に大きな影響を持ったと考えられる。
フォーレの夜想曲は、概ね三部形式に基づいたA-B-A' の形式によっている。主部Aに対して、中間のBは対照的な性格が与えられ、内的なエネルギーのいっそう活発な運動を示す。A' はAの再現にとどまらない、Bを内包しながらAを変化・発展させたものである。
シャープやフラットの数の多い調性が多く採用されているのはショパンと同様だが、フォーレの場合、調号の数の多いものと少ないものでは明らかに音色の違いがあり、調性はそのために選ばれたと考えられている。
フォーレの作品を特徴付ける要素として、非和声音の用法とシンコペーションが挙げられる。非和声音の中でも倚音の使用は特有の効果を発揮しており、シンコペーションはフォーレの夜想曲で音楽的搏動（pulsation）の源として働いている。また、16分音符による細かい動きはしばしば作品の基軸となっており、拍の単位を8分音符で取る拍節とともに、フォーレが音楽に柔軟かつ自在な流動性を求めていたことの表れである。

### 夜想曲の標題性
フォーレは、自作のピアノ曲に具体的な標題を付けることを避けており、ロマン派時代のピアニストたちが使用してきた名称を好んで用いた。
これについて、フォーレの次男のフィリップは、「父は夜想曲、即興曲、舟歌、あるいは単に『ピアノのための小品第何番』といったタイトルを付けるのが大好きでした……。」と述べている。また夜想曲について、フィリップは「13のピアノ曲に『夜想曲』と名づけたが、必ずしもこれらには夢や心象風景が描かれているわけではない。抒情的で情熱的な曲が多いが、時には苦悩に満ちたものや、ノエミ・ラロの思い出に捧げられた第11番のように純粋にエレジー風のものも存在する。」と述べている。
したがって、フォーレにとって標題とは、ロマンティックな名前が大衆受けすると考える出版社を満足させるための便宜的なものだった。
たとえば、夜想曲第6番について、どこの素晴らしい景色を前にしてこの曲の中心主題を思い浮かべたのかという質問に、フォーレは「サンプロンのトンネルの中で」と気まぐれに答えている。
なお、フランスの哲学者ウラジミール・ジャンケレヴィッチは、その著書の中でフォーレの音楽がもたらす夜のイメージについて考察しており、拡張された自我や宇宙との共感というよりも、むしろすべてを捨象して瞑想にふけろうとする魂の沈潜であるとして、古代ギリシアの哲学者プロティノスの言葉「虚飾を捨てよ」を挙げている。
また、フォーレの夜とは逆説的なもので、闇ではなく色彩豊かな多元主義的傾向であり、「闇に飛翔する沈黙の羽音」に耳を傾けること、あるいは「しなやかな正確さ」から単純さと平安が生み出されてくると述べている。

## 作曲年代
| 番号   | 調性     | 作品番号 | 作曲年     | 区分   |
| ------ | -------- | -------- | ---------- | ------ |
| 第1番  | 変ホ短調 | 33-1     | 1875年ごろ | 第一期 |
| 第2番  | ロ長調   | 33-2     | 1881年ごろ | 第一期 |
| 第3番  | 変イ長調 | 33-3     | 1883       | 第一期 |
| 第4番  | 変ホ長調 | 36       | 1884       | 第一期 |
| 第5番  | 変ロ長調 | 37       | 1884       | 第一期 |
| 第6番  | 変ニ長調 | 63       | 1894       | 第二期 |
| 第7番  | 嬰ハ短調 | 74       | 1898       | 第二期 |
| 第8番  | 変ニ長調 | 84-8     | 1902       | 第二期 |
| 第9番  | ロ短調   | 97       | 1908       | 第三期 |
| 第10番 | ホ短調   | 99       | 1908       | 第三期 |
| 第11番 | 嬰ヘ短調 | 104-1    | 1913       | 第三期 |
| 第12番 | ホ短調   | 107      | 1915       | 第三期 |
| 第13番 | ロ短調   | 119      | 1921       | 第三期 |

フォーレの創作期間はしばしば作曲年代によって第一期（1860年 - 1885年）、第二期（1885年 - 1906年）、第三期（1906年 - 1924年）の三期に分けられており、一覧表はロバート・オーリッジによる作曲区分にしたがった。これによると、夜想曲第1番から同第5番までの5曲が第一期、第6番から第8番までの3曲が第二期、第9番から第13番までの5曲が第三期に属する。
フランスのフォーレ研究家ジャン＝ミシェル・ネクトゥーによれば、各創作期の特徴は次のとおりである。第一期は、ロマン派の影響からの脱却をめざし、独自の様式の探求。第二期は、半音階や対位法、和声法などについて模索しつつ、独自の様式を推し進めることのできた円熟の時代。第三期は、急進的な変革の時期で、楽器編成は軽減され、対位法の書法面で絶大なる注意が払われた結果、旋律線そのものは硬直化した反面、斬新な和声が生み出された。

### 第一期
夜想曲第1番、同第2番、第3番はともに1883年に出版された。このうち第1番のみは1875年ごろの早い時期の作曲と見られる。三部形式に基づき、穏やかな最初の部分、対比的な性格の中間部分の後に、最初の部分が変化・発展した形で再現するという、フォーレの夜想曲全体にほぼ一貫して用いられた図式が、この第1番から早くも姿を現している。
夜想曲第2番と第3番が作曲された1881年から1883年にかけては、バラード（作品19）、ヴァルス＝カプリス第1番、即興曲第1番から第3番、舟歌第1番などが相次いで書かれており、フォーレのピアノ作品創作において最初の収穫期となった。
夜想曲第4番と第5番は1884年の作品である。第2番から第5番までの4曲は、ショパンやあるいはリストの影響を感じさせ、「夜想曲」という標題が大衆にイメージさせるものに似つかわしい音楽になっている。

### 第二期
夜想曲第6番（1894年）とつづく第7番とは、フォーレの音楽のみにとどまらない、ロマン派のピアノ音楽の頂点を示す作品である。第6番は、第5番から10年の空白を置いて書かれており、その冒頭部分は、フォーレのもっとも霊感豊かな着想である。1898年に作曲された第7番は、より厳しく激しい曲想を持つ。
夜想曲第8番は、1902年に出版された『8つの小品』（作品84）に収録された第8曲である。『8つの小品』は、さまざまな時期に書かれたフォーレのピアノ作品をまとめた曲集で、この「夜想曲」を含めた各曲の標題は、フォーレの意志に反して出版社が勝手に付けたものだった。

### 第三期
夜想曲第9番と第10番は、オペラ『ペネロープ』の作曲中に書き上げられた。この2曲は簡潔さと雄弁さを併せ持つ点で、『ペネロープ』と共通する。第9番は悲しみが表面に出ており、コーダは長調であるにもかかわらず、悲嘆に満ちあふれている。第10番は、第9番と比較すればやや明るく、コーダでは『ペネロープ』のユリース（オデュッセウス）の動機が回想される。
最後の3曲の夜想曲は、フォーレ晩年の境地を示す。『クラシック音楽史大系7』で「ロシアとフランスの音楽」の項目執筆者ロナルド・クライトンは、「われわれは再び高みに立つことになるが、それは吹きさらしの高地である。」と述べている。
第11番は、批評家ピエール・ラロ（作曲家エドゥアール・ラロの息子）の亡くなった夫人ノエミの思い出のための、短いが心にしみる悲歌である。
第12番は大きく情熱的で、第1主題にはブラームスを思わせるような長3度と短3度の交替が見られる。
第13番は、フォーレのおそらくもっとも美しい、最後のピアノ曲である。
曲は抑制された悲しみと孤独を漂わせながら開始される。力に満ちた中間部ではカデンツァまで含まれており、70歳代半ばの曲とは信じられないような作品である。

### フォーレ作品の「非時代性」
冒頭に述べたように、フォーレの夜想曲が書かれた1875年ごろから1921年にかけてのおよそ半世紀は、ヨーロッパ及びフランスの音楽にとってロマン派から近代への過渡期に当たっている。そうした中で、フォーレのピアノ音楽にも上述のようなスタイルの変遷が見られるが、そのスタイルは時代の変遷とはほとんど独立したものとして、フォーレの師であり盟友でもあったカミーユ・サン＝サーンスをはじめとした論者によってフォーレ作品の「非時代性」が指摘されている。
しかし一方で、日本のピアニスト野平一郎のように、フォーレはむしろ時代の流れに敏感な作曲家であり、背景となる音楽史を踏まえなければ作品理解が難しいという主張もなされている。

## 各曲について

### 第1番 変ホ短調 作品33-1

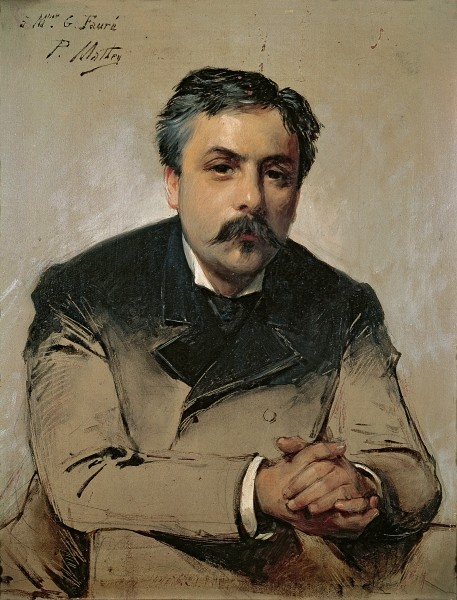
若き日のフォーレの肖像画（1870年代）

1875年ごろ作曲。1883年にアメル社より夜想曲第2番、同第3番とともに出版。1885年2月21日、国民音楽協会の演奏会でマリー・ジャエルの独奏により初演された。曲はマルグリット・ボニに献呈されている。
夜想曲第1番のロマン派風のスタイルは、この曲が同時に出版された他の曲よりも早い時期の作品であることを示唆している。1875年から翌1876年にかけて作曲されたヴァイオリンソナタ第1番（作品13）のスケッチ帳にこの曲の旋律が見られること、また、1877年9月3日付マリアンヌ・ヴィアルドに宛てたフォーレの手紙には「私のピアノ作品については、だんだん忘れていっている」という記述があることから、第1番の作曲は1875年、フォーレ30歳のころと推定されている。
なお、マリアンヌはソプラノ歌手ポーリーヌ・ヴィアルドの娘で、1877年7月にフォーレと婚約したものの、これは後に破棄された。
ネクトゥーは、夜想曲第1番の第2主題の力強い和音の響きにリストの、また、単一の動機によって全曲を構成する発想についてサン＝サーンスの影響をそれぞれ指摘している。
一方で、正確な拍節の流れの中にアクセントの変化をもたらす再現部や、終結部において、一瞬長調の和音を差し挟んで短調に戻ることで、全曲を振り返りながら和声的な別の一面を思い起こさせるといった、フォーレの特徴的な書法が早くも現れているとする。
夜想曲の様式としてもすでに確立されており、以降の作品では、この曲の書法とスタイルが発展的に用いられてゆくことになる。これらによって夜想曲第1番は、フォーレの青年時代の優れた作品の一つに数えられる。
なお、献呈相手のマルグリット・ボニは、画家ウジェーヌ・ボニの夫人であり、のち1892年に彫刻家ルネ・ド・サン＝マルソーとの再婚も経ながら、1870年から1930年にかけてパリの音楽中心のサロンを催した。彼女のサロンでは、フォーレのほか、シャブリエ、メサジェ、ドビュッシー、ラヴェル、プーランクら音楽家たちが常連となり、交友関係を結んだり、芸術上の刺激を受けることになった。

### 第2番 ロ長調 作品33-2
1881年ごろに作曲された。1883年、夜想曲第1番、同第3番とともにアメル社より出版。初演は不詳。ルイーズ・ギヨン夫人に献呈された。
形式的には6年前に書かれた第1番とほとんど同じである。
鐘の音を思わせるような冒頭部分は、ネクトゥーによればフォーレが子供のころに耳にした鐘の音の思い出であり、この後ピアノ四重奏曲第2番の第3楽章をはじめ、夜想曲第4番や第7番の中央部分、前奏曲第1番や同第7番、いくつかの舟歌にも聴かれるもの。
ロバート・オーリッジは、同じ調性で書かれたショパンの夜想曲第17番ロ長調（作品62-1）と密接な類比が見られるとし、ネクトゥーもまた、5度と6度音程の踊るようなエピソードやきわめてデリケートな音形、再現部で一種のペダル効果を生み出す長大なトリルの使用に、ショパンの影響を指摘している。
夜想曲第2番について、サン＝サーンスは1887年1月23日付フォーレに宛てた手紙で、この作品から無限の喜びを感じたと伝えている。ピアニストのマルグリット・ロンによると、ポール・デュカスがこの曲を特に愛好していたという。

### 第3番 変イ長調 作品33-3
1883年に作曲され、同年、夜想曲第1番、同第2番とともにアメル社より出版。初演は1886年1月23日、国民音楽協会の演奏会でボルド・ペーヌ夫人の独奏による。アデル・ボオモレツ夫人に献呈された。
夜想曲第3番、同第4番の美しく抒情的なパッセージについて、ネクトゥーは、青年時代のフォーレがショパンの豊かに装飾されたしなやかな旋律線をモデルにした例として挙げている。
なお、この曲にはフォーレ自身によるピアノ演奏の録音が2種類（1908年？及び1913年）残されている。

### 第4番 変ホ長調 作品36
1884年に作曲、翌1885年、アメル社より出版された。初演は不詳。メルシ＝アルジャントー夫人に献呈された。
A-B-A'の形を拡大し、A-B-A'-B'-A'-B''-コーダという形式が採られている。
冒頭の主題は柔らかく叙情的であり、夜想曲第3番とともにショパンの影響が見られる作品である。
その一方で、フォーレ独自の様式も現れており、冒頭主題の4度下降を含む音型は第二期の様式を予想させ、中間部分では、第2番同様にフォーレが子供のころに耳にした鐘の音の思い出が聞かれる。
コーダでの、一つの和音上に鳴り響く3度音程や6度音程からなる音型もフォーレ独特のものである。
1893年にフォーレはサン＝サーンスとシカゴへの演奏旅行を計画し、サン＝サーンスに宛てた手紙で、第5番までの夜想曲の中からこの第4番をサン＝サーンスの演奏向けに選んだことを伝えている。しかし、この演奏旅行は実現しなかった。

### 第5番 変ロ長調 作品37
1884年作曲。1885年にアメル社より出版された。初演は不詳。マリー・クリストフル夫人に献呈された。
夜想曲第4番に続いて作曲された作品で、形式面では第3番までの夜想曲に共通する点が多い。しかし、A-B-A'の形に新たにAの素材によるコーダが付されており、楽節の扱いやリズム面での自由さも増している。
ネクトゥーによると、冒頭部分の旋律の曲線美とほとんど即興的ともいえる問いかけるような曲想はリストのピアノ曲『ペトラルカのソネット第123番』の中心主題を思わせる。
このほか、左右の手に加えて、あたかも第三の手が演奏しているかのように感じさせる、いわゆる「3本の手」の効果や、単音によるパッセージの導入についてもリストのピアニズムの影響が指摘されている。
また、アレグロの部分で高音域に上行する音型が輝きと軽妙さを備えている点について、サン＝サーンスの影響が指摘されている。とはいえ、ネクトゥーは「もっとも、サン＝サーンスは複数の旋律を対位法的に扱うようなことはしておらず、逆にフォーレの場合には常に二つ以上の旋律がペアになって動いている。」と述べており、フォーレの手法はより複雑なものである。

### 第6番 変ニ長調 作品63
1894年8月3日に完成。1894年にアメル社より出版。初演は不詳である。ウジェーヌ・デクタル夫人に献呈された。
1886年の舟歌第4番から1893年までの間にフォーレはピアノ作品を書いておらず、この空白の理由について、舟歌第4番に対する自己嫌悪によるもの、あるいはそうではなく作曲者の関心が他の領域に移ったためなどと説明されている。いずれにせよ、フォーレの創作第二期を告げるピアノ作品は、1893年に作曲されたヴァルス＝カプリス第3番、同第4番などで、これらにつづいたのが夜想曲第6番及び舟歌第5番である。
このころ、フォーレとその家族はセーヌ川流域のブジヴァルの貸家を夏の居住地としており、ブジヴァル近郊のプリュネーにはフォーレの義父フレミエの別荘もあった。1894年の夏、夜想曲第6番は舟歌第5番とともにこの別荘で作曲された。
フォーレが自筆譜に残した日付は、舟歌第5番が1894年8月3日、夜想曲第6番が9月18日となっている。この年、フォーレはポリニャック夫人ウィナレッタ・シンガーに宛てて次のような手紙を書いている。
夜想曲第6番と舟歌第5番は、ともにフォーレの夜想曲・舟歌の中で最も優れた作品である。とはいえ、両曲は美学面ではむしろその対照性において際だっている。運動性と男性的な力強さを打ち出した舟歌第5番に対して、夜想曲第6番では大きな三部分からなる形式の中に、瞑想的で清澄な雰囲気と、それに包まれるように置かれた悲壮な趣を持つ感情の高まりとの完璧な調和が実現されている。
ピアニストのアルフレッド・コルトーは夜想曲第6番について、「ピアノ音楽の中にこの作品と比肩できるものはわずかしかない（……）。この夜想曲が持つ情趣は、個人的な感情の域を超え、傑作の徴である普遍性に到達している」と述べた。このほか、ジャンケレヴィッチは「至上の美しさ」、ネクトゥーは「冒頭で歌われる息の長い主題は、青年の情熱が深遠な響きに変化した、フォーレのもっとも感動的な旋律の一つ」、「これほど現実感からかけ離れた作品は他にあまり例を見ず、聞き手は演奏が始まるや否や時間と空間の意識を失う。」、「天上の音楽の清澄な光の印象」、などと表現しており、夜想曲第6番はフォーレの傑作として広く認められている。
また、フォーレの次男フィリップはこの曲について、「夜を描写しようとしたのではなく、夜の心情を吐露しようとしたのであり、人間と目に見えないものとの密やかな交流を試みたのだ」と述べている。
ネクトゥーの解説では、曲は3つの主題で構成され、第1主題は無言歌風の抒情的な雰囲気を持つ。第2主題はアレグロ・モルト・モデラート、嬰ハ短調でシンコペーションを伴う。第3主題はアレグロ・モデラート、4/2拍子、イ長調となり、ピアニッシモで16分音符からなる繊細な伴奏に乗って高音域に現れる。夢見るような、あるいは星を思わせるこの部分は、5年後に書かれたアルノルト・シェーンベルクの『浄められた夜』（1899年）への影響が認められる。
展開部では、これらの主題が絡み合いながらコントラストを描き、あたかも万華鏡のような世界を繰り広げる。冒頭主題の後半部分が左手のオクターヴによってフォルティッシモで奏され、頂点を形成する。その後、より落ち着いた表情で第1主題が再現、次第にゆっくりと沈黙の中に消えてゆく。
なお、夜想曲第6番の変ニ長調は、フォーレが好んだ調性であり、歌曲『夕べ』（作品83-2、1894年）、『秘密』（作品23-3、1880年）、9つの前奏曲の第1番（作品103、1910年）など、とりわけ夜の静けさと内面的な抒情性を表す際に採用された。

### 第7番 嬰ハ短調 作品74
1898年8月作曲。1899年、アメル社から出版。初演は1901年3月20日、国民音楽協会の演奏会でアルフレッド・コルトーの独奏による。アディーラ・マディソン夫人に献呈された。
夜想曲第7番は、第6番の4年後に書かれた。この両曲は、19世紀末の数年間を通じてフォーレの創作が著しい転換期にあったことを示している。その特徴は、過剰な美しさや魅力的な響きの放棄とともに、凝縮された表現の追求にある。この傾向は、この曲以前に書かれた『ペレアスとメリザンド』の「前奏曲」や「モルト・アダージョ」にもすでに現れていた。このようにしてフォーレの音楽語法は大きく変革し、やがて来るべき第三期の様式へと移り変わってゆくことになる。
第7番では、18/8拍子が採用されている。フォーレはしなやかな3拍子系のリズムを好み、3拍子系のリズムを組み合わせた6/8拍子や9/8拍子などの複合拍子も彼の作品によく見られるが、その中でもこれは異例のもの。
曲は3つの主題からなり、第1主題はシンコペーションの悲痛な伴奏に乗って現れる、謹厳で簡素なコラールである。第2主題は属七の和音の第三転回形で転調し、高音部で爆発するような怒りの調子を示す。中間部は嬰ヘ長調の清澄な雰囲気で、それまでの暗い、動揺を表した部分とは対照的な性格を示す。ここでは夜想曲第2番、第4番同様、フォーレが子供のころに耳にした鐘の音の思い出が表されている。
コーダでは主調「嬰ハ」の異名同音である変ニ長調をとることから、ジャンケレヴィッチは夜想曲第6番とのつながりを指摘している。
この曲と1895年に作曲された『主題と変奏』（作品73）とは、調性が同じ嬰ハ短調であることや、荘厳な曲風、男性的な重々しさなどの点で重なり、クロマティックで対位法的な書法の面でもよく似ている。
また、不協和音を積極的に用いながら力強さと革新性を打ち出している点で、夜想曲第7番は1894年の舟歌第5番とも近く、そのコントラストと表現力によって、1900年に書かれることになる大作悲歌劇『プロメテ』に直結する作品と考えられる。
なお、作品が献呈されたアディーラ・マディソンは、イギリスの楽譜出版社メツラーの社主フレデリック・マディソンの夫人である。フォーレがマディソン夫妻に会ったのはおそらく1894年で、1896年1月15日付でフォーレはメツラー社と契約を結び、イギリスとその植民地及びアメリカにおける自作の独占出版権を認めた。アディーラは、フォーレの作品を作曲者が驚くほど熱愛し、フォーレの歌曲について歌詞の英訳に携わっただけでなく、1898年にはフォーレの近くに住むため、家族と離れてパリに移った。
フォーレはこの曲の自筆譜をアディーラに贈っている。

### 第8番 変ニ長調 作品84-8

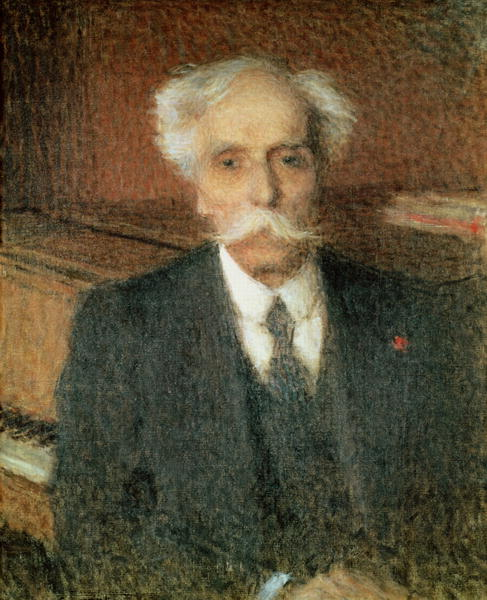
フォーレの肖像画（1900年）

1902年9月4日完成。1902年アメル社から出版。初演は1903年4月18日、国民音楽協会の演奏会でリカルド・ビニェスの独奏による。ジャン・レオナール＝ケクラン夫人に献呈された。
この曲は、本来『8つの小品』（作品84）として出版されたピアノ曲集の第8曲である。『8つの小品』は、シューマンの『色とりどりの小品』に刺激されてまとめられた曲集で、フォーレのさまざまな時期の作品が集められている。
初版では、フォーレの希望にしたがって各曲に標題はなく、調性のみが記載されていた。1902年8月14日付けのアメル社に宛てた手紙で、フォーレは次のように述べている。「私はこれらの曲に固有の標題を付けることは不可能であると同時に、現在の音楽の状況から判断すれば、もはや標題そのものが不要であると確信しています。」。
また、同じ手紙でフォーレは、第8曲の作曲を1902年6月としている。
しかし、フォーレとアメル社との契約が切れると、アメル社は作曲者に断ることなく『8つの小品』各曲に「アレグレス」、「アダージェット」などの聞こえの良いタイトルを付して再版した。その際、第8曲にも「夜想曲第8番」というタイトルが付けられたのであり、これはネクトゥーによれば「いささか大げさな」ものだった。
オーリッジによれば、この曲の自筆楽譜には「前奏曲」と記されているという。
なお、ピアニストの藤井一興は、夜想曲第8番について「フォーレが最晩年にこの曲を含めて13曲の夜想曲としてまとめて出版したかったのもうなずける。というのも、第7番と第9番の間にこの曲が位置することで、13曲の流れがひときわ美しく輝いて見えるからである。」と述べている。

### 第9番 ロ短調 作品97
1908年？作曲。1908年、ウージェル社から出版。初演は不詳である。アルフレッド・コルトーの夫人クロティルド・ブレアルに献呈された。
当初「夜想曲」に数えられていなかった第8番を除くと、第7番から第9番の夜想曲までに再び10年の歳月が流れている。フォーレの創作第三期のピアノ作品は1905年の舟歌第7番に始まるが、オーリッジによれば、フォーレの第三期のピアノ作品はさらに前期・中期・後期の3つの時期に細分でき、その前期（1906年 - 1914年）の特徴として、長く、しばしば反復される半音階的なシークエンスと、比較的短い主題の繰り返しとの結合が見られる。
曲は、二つの主題が提示される。
この曲に特徴的なシンコペーションのリズムとオクターヴの跳躍は、少し前に書かれた舟歌第8番を想起させるもの。
展開部では旋律的要素を極力廃しており、非常に凝った和音の反復進行が見られる。コーダでは新たに抒情的な主題が現れて華やかな転調を見せるが、突然放棄されたように終わる。ネクトゥーは、「稀にだが、技量が創意に勝っているという印象を受ける」作品の例としてこの夜想曲第9番を挙げ、未完成な印象を受ける作品であるとも述べている。

### 第10番 ホ短調 作品99
1908年11月に完成。1909年、ウージェル社から出版。初演は不詳である。ブリュネ＝ルコント夫人に献呈された。
1908年の9月、スイスのローザンヌ滞在中に一週間で書き上げられた
。
このころフォーレはオペラ『ペネロープ』第1幕の作曲に取り組んでおり、1908年9月10日付で妻マリーに宛てたフォーレの手紙では、「パリに帰ったら、ウージェル社にピアノ曲を渡せるように、『ペネロープ』の仕事を2日間休んだ。明日には多分完成するだろう。」と述べている。このピアノ曲が夜想曲第10番で、9月9日から15日にかけて草案が練られ、11月に仕上げられた。
独特な抒情的緊張感を湛えたこの曲は、瞑想的でゆっくりとした行進曲調をとり、ときに崇高な面持ちを見せる。
1小節単位の短い主要楽想や、上声と下声が他の伴奏を従えつつ二重奏するといった対位法的な処理は、この時期のフォーレに特徴的に見られる書法である。
また、展開部では、カノン風の反復進行による協奏的な書法が現れるが、これは後に室内楽曲の分野においてさらに発展させられてゆくことになる。
コーダでは、しなやかな3連符によって柔らかな雰囲気となり、ここで歌劇『ペネロープ』のユリース（オデュッセウス）を象徴する2度とオクターヴの継続的な進行がバス声部に二度にわたって現れる。

### 第11番 嬰ヘ短調 作品104-1
1913年の春に作曲。同年デュラン社から出版された。初演は1913年12月10日、舟歌第10番、同第11番とともに国民音楽協会の演奏会でアルフレード・カゼッラの独奏による。急逝したノエミ・ラロの思い出に捧げられた。
ノエミ・ラロは、「ル・タン」紙の音楽批評家でフォーレの支持者だったピエール・ラロ（1866年 - 1943年）の夫人で、ピエールは作曲家エドゥアール・ラロの息子である。
ノエミはまた、1880年代のパリで音楽サロンを催していたアンリエット・フックス（エドモン・フックス夫人）の娘であり、アンリエットは『夢のあとで』、『ネル』、『秋』などのフォーレの歌曲を初演し、フォーレと親しかった。
ともにデュラン社から出版され、同じ作品番号を持つ舟歌第10番（作品104-2）と一対をなす作品であり、冒頭からきわめて美しい葬送の音楽が繰り広げられ、作曲家自身の持つ慎み深さが、よりいっそう聞き手の心を震撼させる。
この夜想曲について、フォーレの次男フィリップは「純粋にエレジー風のもの」と述べている。
歌曲集『イヴの歌』の終曲「死よ、星くずよ」、悲歌劇『プロメテ』第2幕のパンドールの葬礼の場面、『ペレアスとメリザンド』の「メリザンドの死」、歌曲集『閉ざされた庭』などと並んで、フォーレの一連の「姿を変えたレクイエム」と見なされる。
曲はほぼ四声体で書かれており、多数の不協和音が豊かな表現力を生み出している。属音上に葬儀を思わせる簡潔な主題がゆっくりと現れ、全曲を支配する。第2主題もそれまでの部分に対して少しも対照的な効果を生み出さない。コーダに至って、短2度音程を含んだ和音の連打が転調を繰り返しつつ現れるが、これは夜想曲第13番、歌曲集『幻影』、同『幻想の水平線』、ピアノ三重奏曲など、フォーレ最晩年の境地を示す一連の作品に通じる書法である。

### 第12番 ホ短調 作品107
1915年8月4日-9月15日ごろ作曲。1916年にデュラン社から出版。初演は1916年11月23日、ジャック・デュラン演奏会でルイ・ディエメの独奏による。
この演奏会では、初演者のディエメに捧げられた舟歌第12番もともに初演されている。
ロベール・ロルタに献呈された。
フォーレの夜想曲の傑作の一つ。
第一次世界大戦のさなか、ニースに近い地中海沿いの町サン＝ラファエルにおいて、舟歌第12番とともに作曲された。この時期、フォーレは歌曲をまったく書いておらず、ピアノ曲もこの2曲のみである。
夜想曲第12番と舟歌第12番は、フォーレの創作第三期の前期に見られた短い楽想を用いていない点で共通するが、性格的には両者は大いに異なり、夜想曲第12番の持つ野性的な荒々しさは、舟歌第12番の明るさ、透明感と著しい対照をなす。
ネクトゥーによると、この曲には戦争の雰囲気と不安感が色濃く反映されており、北欧的な陰鬱さや壮麗なスタイルはブラームスの大規模な作品を思わせるが、短二度の鋭敏な響きを含めた不協和音など斬新な手法も用いており、ロマン派的な曲想を近代的な書法で実現した逆説的作品となっている。フォーレの夜想曲でこれほど劇的な力を備えたものは珍しい。
なお、初演者のルイ・ディエメ（1843年 - 1919年）は、1888年にパリ音楽院のピアノ科教授となり、リスレ、アルフレッド・コルトー、ロベール・カザドシュらを育てたピアニスト。また、献呈を受けたロベール・ロルタもピアニストで、1914年にはロンドンでフォーレのピアノ作品の全曲演奏会を3日間かけて挙行していた。

### 第13番 ロ短調 作品119
1921年12月21日-31日作曲。1922年、デュラン社から出版。初演は1923年4月28日、国民音楽協会の演奏会においてブランシュ・セルヴァの独奏による。フェルナン・マイヨ夫人に献呈された。
夜想曲第13番は、夜想曲だけでなくフォーレのピアノ創作の最後を飾る作品となった。
1920年10月にパリ音楽院の院長職を辞任したフォーレは、翌1921年の春までにピアノ五重奏曲第2番、舟歌第13番などを完成する。夏の間は病気のために作曲を中断するが、秋にはチェロソナタ第2番、歌曲集『幻想の水平線』が完成する。
夜想曲第13番は、これらの傑作につづいてパリで書き始められ、同年末に南フランスの避寒地ニースで完成された。翌年の1月2日付けで妻マリーに宛てた手紙にフォーレは次のように記している。
これらの作品は、悪化する難聴と闘いながら作曲された。
ネクトゥーは、1914年から1921年に書かれたフォーレのほとんどすべての作品は、彼一人にとどまらず、フランス音楽の最高傑作に数えられるとする。
とりわけ1919年から1921年にかけての3年間は、フォーレにとって生涯でももっとも重要な実りある時期であり、この夜想曲第13番の完成によってその幕を閉じることになった。
フォーレはこの後、高齢と相次ぐ病気のために仕事の能力が著しく低下した。ポール・デュカスに宛てた1922年4月21日付の手紙で、フォーレは次のように語っている。
フォーレにはもう3年足らずしか生涯の時間が残されておらず、この作品の後には、ピアノ三重奏曲と弦楽四重奏曲があるにすぎない。
夜想曲第13番は、フォーレの夜想曲の中では夜想曲第6番と並んでもっとも感動的かつ才気溢れるものであるとともに、フォーレの晩年の20年間に書かれたピアノ曲の中では、即興曲第5番と並んで親しまれている。
この作品では、ピアノ五重奏曲第2番と同じように、瞑想と力強さという相矛盾する二つの要素が完璧な形式の下に結びつけられており、楽想相互間の内的関連と緊張の一貫した支配、ピアノ特有の語法を超えた抽象性への指向も大きな特徴となっている。
曲は三つの中心主題から構成されており、中音域で遠慮がちに歌われる旋律、雄大かつ執拗に繰り返される、運命の啓示のような動機、アレグロで大河のように滔々とうねり出す中間部分からなる。
フォーレはこの曲に荘厳で重々しい性格を示すロ短調を採用しているが、彼のレクイエムでも「オッフェルトリウム」において死者の嘆願を表すためにこの調を用いていた。
冒頭の対位法的な部分では、四声で厳格でありながら表現力に富んだ書法がバッハを思わせる。
第2主題はより大胆で旋律的であり、この主題に用いられている付点リズムの動機は曲全体にわたって現れる。
中間のアレグロ部分は嬰ト短調。華やかなアルペジオの伴奏を軸にして展開する主題は冒頭主題からの派生による。コーダでは哀愁をたたえつつ、第2主題のリズム動機が鳴り響き、やがて青みがかった夜のゆったりした安らぎの中に溶け込んでゆく。
この曲について、ジャンケレヴィッチは、「晩年の峻厳な様式の作品」であり、決して作曲者の生涯を物語るものではないが、人生の本質的な意味について、回顧的かつ理想的な立場から語ってくれるとする。
なお、献呈されたフェルナン・マイヨ夫人ルイーズは、音楽愛好家の銀行家夫人。ルイーズが若い音楽家のために設立した奨学金は、作曲家アルトゥール・オネゲルやピアニストヴラド・ペルルミュテールらが受けている。ルイーズは、晩年のフォーレを夏の間アヌシー・ル・ヴューにある家に招き、フォーレのピアノ五重奏曲第2番、チェロソナタ第2番、ピアノ三重奏曲はパリにある彼女のサロンで初演されている。